# Бар (регіон)
Баар або Баргохмульде (нім. Baar bzw. Baarhochmulde) — плато між Шварцвальдом і Швабським Альбом на південному заході Німеччини, розташоване в її центральній частині на висоті приблизно 670—750 м.
Назва походить від колишнього ландграфства Бар

яке, однак, мало більшу територію.
Бар займає площу 410 км².

Найвища висота — гора Лупфен (976 м), останець юрського періоду; однак панівною породою є в ландшафті черепашковий вапняк, тому Бар класифікується як частина геу.

## Межі
Межі за годинниковою стрілкою:
- Верхній Геу[de] на півночі
- Передгір'я західного Швабського Альбу[de] (100) на північному сході
- Баральб[de], або згідно з іншим поділом Баральб і долина Верхнього Дунаю[de] на сході та південному сході
- Альб-Вутах[de] на південному заході
- Південно-східний Шварцвальд[de] на заході
- Середній Шварцвальд на північному-заході

На сході та півдні Бар межує з горами з відносно рівномірною висотою близько 900 м (Блаттальде, Фюрстенберг тощо); на південний схід висота падає до району Альб-Вутах, який продовжує річку Геуе, але стікає до Вутаху.
На південному сході він відділений від Гегау хребтами Баральб і Гегауальб.

## Опис
Джерела Неккару (Швеннінгер-Мос) і Дунаю (в замковому парку Донауешинген) знаходяться в Барі .
Проте річки-твірні Дунаю — Брігах і Брег, які зливаються разом, мають джерела за межами Бару поблизу Фуртвангена та Сент-Георгена в Шварцвальді. Проте в Барі є джерела Креенбаха та Ельти, перших приток Дунаю після того, як Дунай уходить під землю поблизу Іммендінгена та Мерінгена, де Дунай повністю просочується протягом більшої частини року.
Біля Донауешингена, одного з найхолодніших місць у Німеччині, є неглибокий басейн холодного повітря.
У середньому за багаторічний період тут перший нічний заморозок буває 20 вересня — навіть раніше, ніж у сусідньому Шварцвальді.
Північний схід від Бару розсічений глибокими долинами, з горами Гогенкарпфен і Лупфен.

## Міста й селища в Баарі

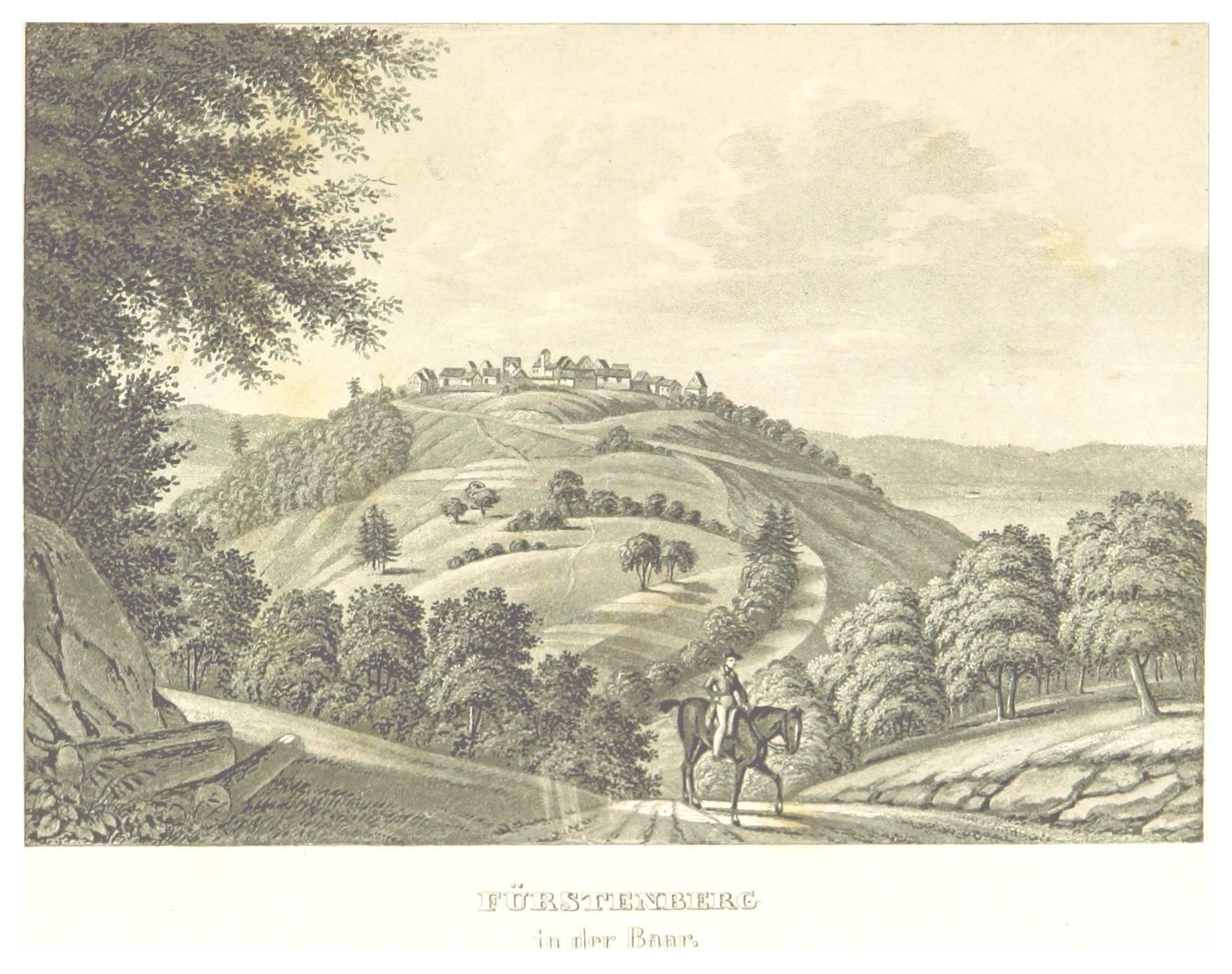
Невелике містечко Фюрстенберг у Барі (біля Донауешингена), яке знищила велика пожежа 1841 року, не відновлено (вигляд близько 1840 року)

Бар лежить у центрі регіону Шварцвальд-Бар-Гойберг і містить район Шварцвальд-Бар, за винятком його північно-західних районів, найзахіднішу частину району Тутлінген та найпівденнішу частину району Ротвайль і простягається на заході в район Брайсгау-Гохшварцвальд.
Міста середнього розміру Донауешинген і Філлінген-Швеннінген розташовані в Барі, а західна частина району Філлінген вже віднесена до Шварцвальду.
Невеликі міста Бара (з півночі на південь):
- Троссінґен
- Бад-Дюрргайм
- Бройнлінген
- Гюфінген

Гайзінген, Лефінген і Блумберг також історично розташовані на Барі, але не віднесені до Бару в «довіднику природної просторової структури Німеччини».
Інші незалежні громади (з півночі на південь):
- Даухінген
- Альдінген[de]
- Гаузен-об-Ферена
- Гуннінген[de]
- Дюрхгаузен[de]
- Тунінген
- Брігахталь
- Зайтінген-Оберфлахт[de]
- Тальгайм

Менхвайлер і Кенігсфельд у Шварцвальді також іноді відносять до Бара.

## Історія
Спочатку в Каролінзькій Алеманії було три бари: Схіний, Західний і Альбуїнсбар. Це були великі адміністративні одиниці, які складалися з кількох районів.
Територія навколо Ротвайля утворювала графство Бар з VIII по X століття.
Пізніше графи Зульц поєдналися з Барами, які з'явилися на цій території ще в XI столітті.
У 1282 році граф Герман фон Зульц залишив графство Бар королю Рудольфу I, який віддав його графу Генріху фон Фюрстенбергу.
Він залишався за його нащадками до ХІХ століття.